# Berlin-Gletscher
Der Berlin-Gletscher ist ein rund 120 km langer, schnell fließender Gletscher an der Bakutis-Küste im westantarktischen Marie-Byrd-Land. Er fließt nördlich der Executive Committee Range und westlich des Kyoto-Gletschers in nördlicher Richtung zum vorgelagerten Getz-Schelfeis, das er südlich der Siple-Insel und südöstlich der Dean-Insel erreicht. Er gehört zu einem von neun Gletschern in diesem Gebiet, die aufgrund der globalen Erwärmung besonders rasch abschmelzen. Die weiteren acht Gletscher sind der der Genf-Gletscher, der Rio-Gletscher, der bereits genannte Kyoto-Gletscher, der Bali-Gletscher, der Stockholm-Gletscher, der Paris-Gletscher, der Incheon-Gletscher und der Glasgow-Gletscher.
Namensgeberin ist seit 2021 Deutschlands Hauptstadt Berlin, 1995 Schauplatz der ersten UN-Klimakonferenz.